# ماريا أرينا بيل
ماريا أرينا بيل (بالإنجليزية: Maria Arena Bell)‏ (10 مارس 1963)؛ كاتبة سيناريو وروائية أمريكية.

## روابط خارجية
- ماريا أرينا بيل على موقع IMDb (الإنجليزية)